# Chrysomela mainensis
Espèce
Chrysomela mainensis est une espèce de chrysomèles, coléoptères du genre Chrysomela (famille des Chrysomelidae), inféodée à Alnus rugosa (Betulaceae), appartenant au sous-genre Macrolina et au groupe monophylétique interrupta (Termonia, 2002).